# Arbaţ-e Soflá
Arbaţ-e Soflá (persiska: اربط سفلی) är en ort i Iran.   Den ligger i provinsen Västazarbaijan, i den nordvästra delen av landet, 400 km väster om huvudstaden Teheran. Arbaţ-e Soflá ligger 1 972 meter över havet och antalet invånare är 188.
Terrängen runt Arbaţ-e Soflá är huvudsakligen kuperad, men norrut är den platt. Runt Arbaţ-e Soflá är det ganska glesbefolkat, med 47 invånare per kvadratkilometer. Närmaste större samhälle är Moḩammad ‘Alī Qeshlāqī, 17,9 km sydost om Arbaţ-e Soflá. Trakten runt Arbaţ-e Soflá består i huvudsak av gräsmarker.